# अ
Cette page contient des caractères spéciaux ou non latins. S’ils s’affichent mal (▯, ?, etc.), consultez la page d’aide Unicode.
अ, transcrit a, est la première voyelle de l’alphasyllabaire devanagari.

## Représentations informatiques
Son Unicode est :
| formes       | représentations | chaînes de caractères | points de code | descriptions        | note                                       |
| ------------ | --------------- | --------------------- | -------------- | ------------------- | ------------------------------------------ |
| indépendante | अ               | अ                     | U+0905         | lettre devanagari a | Cette voyelle n’a pas de forme dépendante. |